# Cocollona

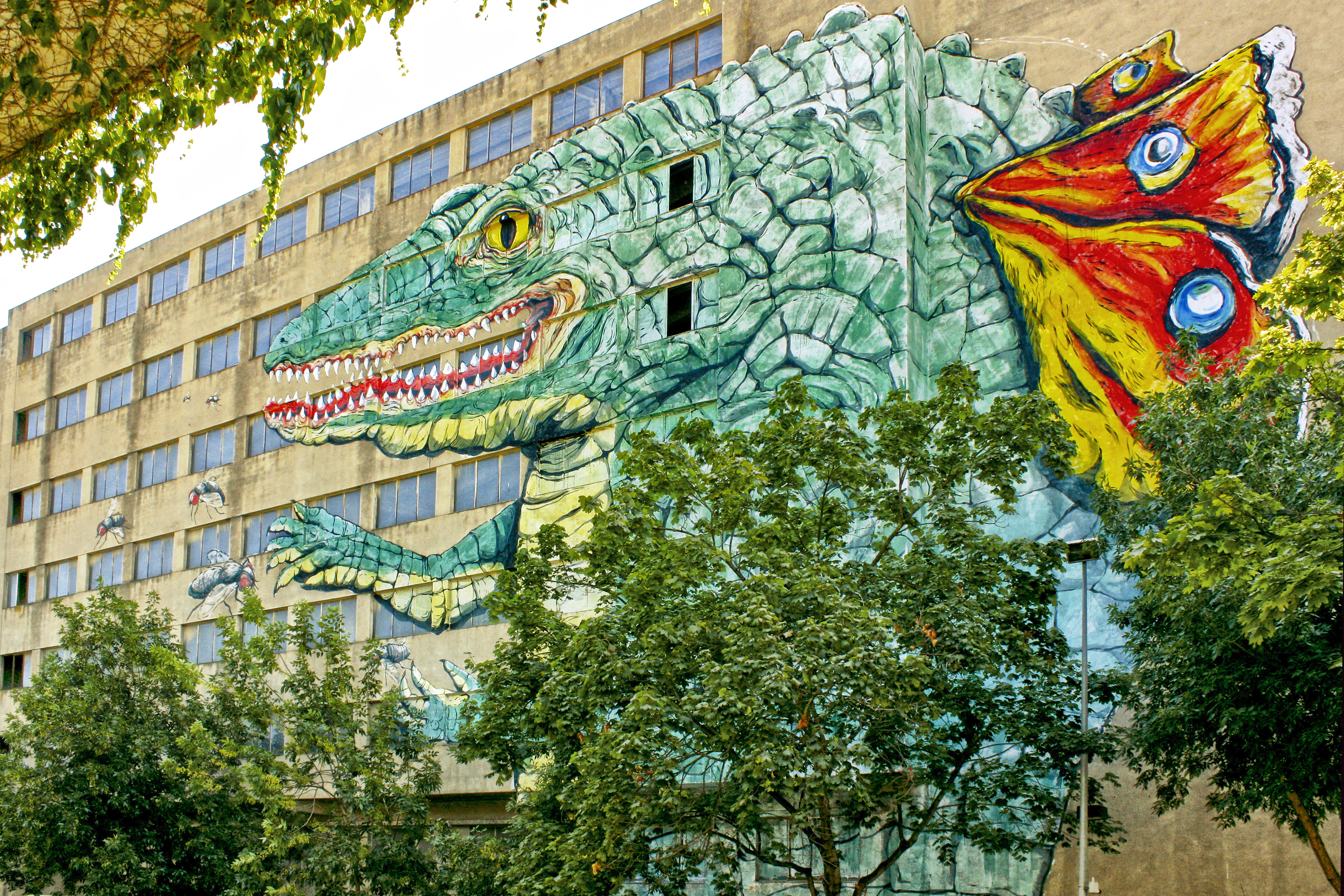
Graffiti de la cocollona en Girona (Cataluña, España).

La cocollona es una criatura propia de la mitología de Gerona. Se trata de un animal similar a un cocodrilo con alas de mariposa que nació de la metamorfosis de una monja acusada de ser poco devota. Según la leyenda la monja fue encerrada en una mazmorra del monasterio que solamente tenía salida al río Oñar. Con el paso de los años, la mala alimentación y la clausura provocó que a la monja se le cubriese la piel de escamas hasta convertirse en una especie de cocodrilo. A pesar de eso, su santidad provocó que, pese a su aspecto, le saliesen dos preciosas alas de mariposa en la espalda.
Tiempo después de la muerte de la criatura, su fantasma comenzó a aparecer por el mismo río Oñar. Más o menos allí donde se empezó a ver, entre el puente de piedra y el puente de las pescaderías viejas. Hoy en día, tan sólo en las noches de luna llena, la gente sensitiva puede llegar a intuir la traslúcida figura de la cocollona.

## Origen de la leyenda
El origen de esta leyenda es realmente incierto, hasta el punto que se llega a dudar su origen histórico. Se dice que la figura de la Cocollona fue creada por los propios guías turísticos en un afán de añadir una nueva criatura en el bestiario de la mitología gerundense.
A pesar de esto, no existen pruebas que permitan asegurar si se trata de un fraude o de una leyenda transmitida de padres a hijos.